# 헨리 웨이 켄들

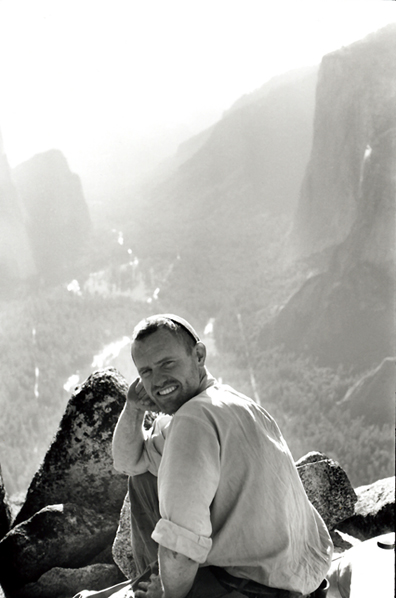
요세미티 계곡을 등반하고 있는 헨리 켄들. 톰 프로스트의 사진.

헨리 웨이 켄들(Henry Way Kendall, 1926년 12월 9일 ~ 1999년 2월 15일)은 입자물리학의 쿼크 모형의 전개에 필수적인 중요성을 가진, 양성자 및 묶인 중성자의 전자들의 깊은 비탄성산란에 관한 선구적인 연구에 의한 공로로 1990년에 제롬 아이작 프리드먼, 리처드 E. 테일러와 공동으로 노벨 물리학상을 수상한 미국의 입자물리학자이다.